# زبان‌گاوی ماسه
زبان‌گاوی ماسه (نام علمی: Cynoglossus capensis) نام یک گونه از سرده کفشک زبان‌گاوی است.